# Méhers
Méhers és un municipi francès, situat al departament del Loir i Cher i a la regió de Centre – Vall del Loira. L'any 2007 tenia 306 habitants.

## Demografia

### Població
El 2007 la població de fet de Méhers era de 306 persones. Hi havia 125 famílies, de les quals 35 eren unipersonals (27 homes vivint sols i 8 dones vivint soles), 47 parelles sense fills, 35 parelles amb fills i 8 famílies monoparentals amb fills.
La població ha evolucionat segons el següent gràfic:
Habitants censats

### Habitatges
El 2007 hi havia 164 habitatges, 133 eren l'habitatge principal de la família, 21 eren segones residències i 10 estaven desocupats. 160 eren cases i 3 eren apartaments. Dels 133 habitatges principals, 109 estaven ocupats pels seus propietaris i 25 estaven llogats i ocupats pels llogaters; 12 tenien dues cambres, 27 en tenien tres, 33 en tenien quatre i 61 en tenien cinc o més. 127 habitatges disposaven pel capbaix d'una plaça de pàrquing. A 57 habitatges hi havia un automòbil i a 71 n'hi havia dos o més.

### Piràmide de població
La piràmide de població per edats i sexe el 2009 era:
| Homes | Edats   | Dones |
| ----- | ------- | ----- |
| 0     | 95 o +  | 0     |
| 0     | 90 a 94 | 8     |
| 0     | 85 a 89 | 16    |
| 0     | 80 a 84 | 0     |
| 8     | 75 a 79 | 4     |
| 12    | 70 a 74 | 16    |
| 0     | 65 a 69 | 0     |
| 16    | 60 a 64 | 8     |
| 8     | 55 a 59 | 8     |
| 8     | 50 a 54 | 12    |
| 4     | 45 a 49 | 8     |
| 8     | 40 a 44 | 8     |
| 12    | 35 a 39 | 4     |
| 12    | 30 a 34 | 8     |
| 4     | 25 a 29 | 0     |
| 4     | 20 a 24 | 8     |
| 12    | 15 a 19 | 8     |
| 8     | 10 a 14 | 0     |
| 12    | 5 a 9   | 8     |
| 4     | 0 a 4   | 4     |

## Economia
El 2007 la població en edat de treballar era de 189 persones, 137 eren actives i 52 eren inactives. De les 137 persones actives 133 estaven ocupades (74 homes i 59 dones) i 4 estaven aturades (2 homes i 2 dones). De les 52 persones inactives 25 estaven jubilades, 10 estaven estudiant i 17 estaven classificades com a «altres inactius».

### Ingressos
El 2009 a Méhers hi havia 135 unitats fiscals que integraven 313 persones, la mediana anual d'ingressos fiscals per persona era de 15.601 €.

### Activitats econòmiques
Dels 11 establiments que hi havia el 2007, 1 era d'una empresa alimentària, 1 d'una empresa de fabricació d'altres productes industrials, 3 d'empreses de construcció, 3 d'empreses de transport, 2 d'empreses de serveis i 1 d'una empresa classificada com a «altres activitats de serveis».
Dels 3 establiments de servei als particulars que hi havia el 2009, 2 eren lampisteries i 1 perruqueria.
L'únic establiment comercial que hi havia el 2009 era una fleca.
L'any 2000 a Méhers hi havia 24 explotacions agrícoles que ocupaven un total de 429 hectàrees.

## Poblacions més properes
El següent diagrama mostra les poblacions més properes.